# Lhuis

Lhuis este o comună în departamentul Ain din estul Franței.